# Głowniowate
Głowniowate (Ustilaginaceae Chevall.) – rodzina grzybów znajdująca się w rzędzie głowniowców (Ustilaginales).

## Charakterystyka
Pasożyty bezwzględne roślin z rodziny wiechlinowatych (Poaceae). Pomiędzy komórkami porażonych roślin tworzą strzępki o poprzecznych przegrodach bez otworów. Strzępki te dojrzewając przekształcają się w ciemno zabarwione ustilospory. U większości gatunków kiełkujące ustilospory wytwarzają 4-komórkową przedgrzybnię, a tworzące się na niej sporydia są haplobiontami. Wyjątkiem jest np. Ustilago nuda, u której między komórkami przedgrzybni następuje kopulacja, jest więc ona diplobiontem.

## Systematyka i nazewnictwo
Pozycja w klasyfikacji według Index Fungorum: Ustilaginales, Ustilaginomycetidae, Ustilaginomycetes, Ustilaginomycotina, Basidiomycota, Fungi.
Według aktualizowanej klasyfikacji Index Fungorum bazującej na Dictionary of the Fungi do rodziny tej należą rodzaje:
- Ahmadiago Vánky 2004
- Aizoago Vánky 2013
- Anomalomyces Vánky, M. Lutz & R.G. Shivas 2006
- Anthracocystis Bref. 1912
- Bambusiomyces Vánky 2011
- Centrolepidosporium R.G. Shivas & Vánky 2007
- Dirkmeia F.Y. Bai, Q.M. Wang, Begerow & Boekhout 2015
- Eriocaulago Vánky 2005
- Eriomoeszia Vánky 2005
- Eriosporium Vánky 2005
- Franzpetrakia Thirum. & Pavgi 1957
- Juliohirschhornia Hirschh. 1986
- Kalmanozyma Q.M. Wang, F.Y. Bai, Begerow & Boekhout 2015
- Langdonia McTaggart & R.G. Shivas 2012
- Macalpinomyces Langdon & Full. 1977
- Melanopsichium Beck 1894
- Moesziomyces Vánky 1977
- Mycosarcoma Bref. 1912
- Parvulago R. Bauer, M. Lutz, Piatek, Vánky & Oberw. 2007
- Pattersoniomyces Piatek, M. Lutz & C.A. Rosa 2017
- Proustilago Bref. 1912
- Pseudozyma Bandoni 1985
- Shivasia Vánky, M. Lutz & Piatek 2012
- Sporisorium Ehrenb. ex Link 1825
- Stollia McTaggart & R.G. Shivas 2012
- Tranzscheliella Lavrov 1936
- Triodiomyces McTaggart & R.G. Shivas 2012
- Ustilago (Pers.) Roussel 1806 – głownia
- Yunchangia L. Guo & B. Xu 2013[3].